# John Sackville, III duca di Dorset
John Frederick Sackville, III duca di Dorset (24 marzo 1745 – 19 luglio 1799), è stato un nobile e ambasciatore inglese.

## Biografia
Era l'unico figlio di Lord John Philip Sackville, figlio a sua volta di Lionel Sackville, I duca di Dorset, e di sua moglie, lady Frances Leveson-Gower, figlia di John Leveson-Gower, I conte di Gower. Studiò alla Westminster School.

## Carriera
Nel 1784 si trasferì a Parigi, per prestare servizio come ambasciatore in Francia.
Allo scoppio della rivoluzione francese, ritornò in Inghilterra dove ricoprì la carica di Steward, il cui ruolo principale era quello di badare al principe di Galles, il futuro Giorgio IV.
È stato Lord luogotenente del Kent (1769-1797), capitano della Yeomen Guards (1782-1783).

## Vita personale
Lord Dorset era un noto donnaiolo. La sua più nota e duratura relazione è stata la ballerina veneziana Giovanna Zanerini (1753-1801), che fu la ballerina principale al King's Theatre, e ha usato il nome d'arte di Giovanna Baccelli. Egli commissionò a Thomas Gainsborough un suo ritratto. Egli ha inoltre commissionato un dipinto a Joshua Reynolds e una scultura che mostra il suo nudo su un divano, a Knole. Quando era l'ambasciatore di Francia, Dorset la portò con lui a Parigi. Dorset e Giovanna ebbero un figlio: John Philip Sackville (1779-1793).
Il duca era noto anche per la sua storia con la contessa di Derby, e per breve tempo con lady Elizabeth Foster, figlia di Frederick Hervey, IV conte di Bristol e la moglie di William Cavendish, V duca di Devonshire.

## Matrimonio
Sposò, il 4 gennaio 1790, Arabella Diana Cope (1767-1825), figlia e co-erede di Sir Charles Cope, II Baronetto, e figliastra di Charles Jenkinson, I conte di Liverpool. Ebbero tre figli:
- Lady Mary Sackville (30 luglio 1792-20 luglio 1864), sposò in prime nozze Other Windsor, VI conte di Plymouth, sposò in seconde nozze William Amherst, I conte di Amherst;
- George Sackville, IV duca di Dorset (15 novembre 1793-14 febbraio 1815);
- Lady Elizabeth Sackville (11 agosto 1795-9 gennaio 1870), sposò George West, V conte De La Warr, ebbero dieci figli.

## Morte
Morì il 19 luglio 1799, all'età di 54 anni.

## Ascendenza
|                                    |                                    |                                                 | Genitori                                |  |  | Nonni |  |  | Bisnonni                              |  |  | Trisnonni                            |  |
|                                    |                                    |                                                 |                                         |  |  |       |  |  | Charles Sackville, VI conte di Dorset |  |  | Richard Sackville, V conte di Dorset |  |
|                                    |                                    |                                                 |                                         |  |  |       |  |  | Charles Sackville, VI conte di Dorset |  |  | Richard Sackville, V conte di Dorset |  |
|                                    |                                    | Frances Cranfield                               |                                         |  |  |       |  |  | Charles Sackville, VI conte di Dorset |  |  |                                      |  |
| Lionel Sackville, I duca di Dorset |                                    |                                                 |                                         |  |  |       |  |  | Charles Sackville, VI conte di Dorset |  |  |                                      |  |
|                                    |                                    | Mary Compton                                    | James Compton, III conte di Northampton |  |  |       |  |  |                                       |  |  |                                      |  |
|                                    |                                    | Mary Compton                                    | James Compton, III conte di Northampton |  |  |       |  |  |                                       |  |  |                                      |  |
|                                    |                                    | Mary Compton                                    | Mary Noel                               |  |  |       |  |  |                                       |  |  |                                      |  |
| John Sackville                     |                                    | Mary Compton                                    |                                         |  |  |       |  |  |                                       |  |  |                                      |  |
|                                    |                                    | Walter Philip Colyear                           | Alexander Colyear, I baronetto          |  |  |       |  |  |                                       |  |  |                                      |  |
|                                    |                                    | Walter Philip Colyear                           | Alexander Colyear, I baronetto          |  |  |       |  |  |                                       |  |  |                                      |  |
|                                    |                                    | Walter Philip Colyear                           | Jean Murray                             |  |  |       |  |  |                                       |  |  |                                      |  |
| Elizabeth Colyear                  |                                    | Walter Philip Colyear                           |                                         |  |  |       |  |  |                                       |  |  |                                      |  |
|                                    |                                    | Alida Reynsburg van Leyden van Leeuwen          | Dirck van Leyden van Leeuwen            |  |  |       |  |  |                                       |  |  |                                      |  |
|                                    |                                    | Alida Reynsburg van Leyden van Leeuwen          | Dirck van Leyden van Leeuwen            |  |  |       |  |  |                                       |  |  |                                      |  |
|                                    |                                    | Alida Reynsburg van Leyden van Leeuwen          | Alida Willemsdr Paets                   |  |  |       |  |  |                                       |  |  |                                      |  |
| John Sackville, III duca di Dorset |                                    | Alida Reynsburg van Leyden van Leeuwen          |                                         |  |  |       |  |  |                                       |  |  |                                      |  |
|                                    | John Leveson-Gower, I barone Gower | William Leveson-Gower, IV baronetto             |                                         |  |  |       |  |  |                                       |  |  |                                      |  |
|                                    | John Leveson-Gower, I barone Gower | William Leveson-Gower, IV baronetto             |                                         |  |  |       |  |  |                                       |  |  |                                      |  |
|                                    | John Leveson-Gower, I barone Gower | Jane Granville                                  |                                         |  |  |       |  |  |                                       |  |  |                                      |  |
| John Leveson-Gower, I conte Gower  | John Leveson-Gower, I barone Gower |                                                 |                                         |  |  |       |  |  |                                       |  |  |                                      |  |
|                                    |                                    | Catherine Manners                               | John Manners, I duca di Rutland         |  |  |       |  |  |                                       |  |  |                                      |  |
|                                    |                                    | Catherine Manners                               | John Manners, I duca di Rutland         |  |  |       |  |  |                                       |  |  |                                      |  |
|                                    |                                    | Catherine Manners                               | Catherine Noel                          |  |  |       |  |  |                                       |  |  |                                      |  |
| Frances Leveson-Gower              |                                    | Catherine Manners                               |                                         |  |  |       |  |  |                                       |  |  |                                      |  |
|                                    |                                    | Evelyn Pierrepont, I duca di Kingston-upon-Hull | Robert Pierrepont                       |  |  |       |  |  |                                       |  |  |                                      |  |
|                                    |                                    | Evelyn Pierrepont, I duca di Kingston-upon-Hull | Robert Pierrepont                       |  |  |       |  |  |                                       |  |  |                                      |  |
|                                    |                                    | Evelyn Pierrepont, I duca di Kingston-upon-Hull | Elizabeth Evelyn                        |  |  |       |  |  |                                       |  |  |                                      |  |
| Evelyn Pierrepont                  |                                    | Evelyn Pierrepont, I duca di Kingston-upon-Hull |                                         |  |  |       |  |  |                                       |  |  |                                      |  |
|                                    |                                    | Mary Feilding                                   | William Feilding, III conte di Denbigh  |  |  |       |  |  |                                       |  |  |                                      |  |
|                                    |                                    | Mary Feilding                                   | William Feilding, III conte di Denbigh  |  |  |       |  |  |                                       |  |  |                                      |  |
|                                    |                                    | Mary Feilding                                   | Mary King                               |  |  |       |  |  |                                       |  |  |                                      |  |
|                                    |                                    | Mary Feilding                                   |                                         |  |  |       |  |  |                                       |  |  |                                      |  |